# Torneo de Ecuador 2016
El Ecuador Open Quito 2016 es un torneo de tenis que pertenece a la ATP en la categoría de ATP World Tour 250. Fue la segunda edición del torneo y se disputó del 1 al 7 de febrero de 2016 sobre la superficie de tierra batida en el Club Jacarandá Cumbayá. Es el primer torneo de esta temporada que se disputa sobre esta superficie.

## Cabeza de serie

### Individuales masculinos
| Tenista              | Ranking | Preclasificado |
| Bernard Tomic        | 17      | 1              |
| Feliciano López      | 19      | 2              |
| Thomaz Bellucci      | 37      | 3              |
| Fernando Verdasco    | 45      | 4              |
| Víctor Estrella      | 55      | 5              |
| Paolo Lorenzi        | 57      | 6              |
| Albert Ramos-Viñolas | 61      | 7              |
| Pablo Carreño Busta  | 68      | 8              |

- Ranking del 18 de enero de 2016

### Dobles masculinos
| Tenista                            | Ranking | Preclasificado |
| Santiago González André Sá         | 100     | 1              |
| Purav Raja Rajeev Ram              | 139     | 2              |
| Austin Krajicek Nicholas Monroe    | 142     | 3              |
| Gero Kretschmer Alexander Satschko | 164     | 4              |

## Campeones

### Individuales masculinos
Víctor Estrella venció a  Thomaz Bellucci por 4-6, 7-6(5), 6-2

### Dobles masculinos
Pablo Carreño Busta /  Guillermo Durán vencieron a  Thomaz Bellucci /  Marcelo Demoliner por 7-5, 6-4